# シュランツ
シュランツ (Schranz) は、ヨーロッパのハードテクノ、ハードミニマルから派生した音楽ジャンルで、特に現在ドイツ（主にフランクフルト）で盛んである。ドイツでは、Schranzとは呼ばず単にハードテクノと呼ばれる場合の方が多い。
また、東欧やブラジル、イギリスにも特筆すべきDJやクリエイターが何人かいる。
このジャンル名は、フランクフルトを拠点として活動しているDJのChris Liebingが、自身の運営するレコード店の店頭で1995年、特定タイプのテクノを分類するために使ったときが発祥であると言われる（1999年から2000年にかけてThe real SchranzというEPをリリースしたが、彼は現在のシュランツシーンに参加はしていない）。
ヨーロッパでは、現在、単にハードテクノと呼ばれる事が多い。
日本ではKors kやDJ TECHNORCH、TKG、siromaruなどのコンポーザーがシュランツを製作している。

## 主なプロデューサー
- ASIN
- Boris S.
- CRZKNY
- DJ Rush
- DJ TECHNORCH
- Felix Kröcher
- K-Hole (DJ K-hole)
- kors k
- Satoshi Honjo
- siromaru
- SVETEC
- TKG